# Alma López
Alma López (1966) es una artista queer chicana nacida en México. Su arte a menudo retrata figuras históricas y culturales mexicanas, como la Virgen de Guadalupe y La Llorona, filtradas a través de una lente lesbiana feminista chicana radical. Su obra de arte está destinada a empoderar a las mujeres y los indígenas mexicanos mediante la reapropiación de símbolos de la historia mexica cuando las mujeres tenían un papel más destacado. El medio del arte digital le permite mezclar diferentes elementos del catolicismo y yuxtaponerlos al arte indígena, las mujeres y temas como la violación, la violencia de género, la marginación sexual y el racismo. Esta yuxtaposición le permite explorar la representación de mujeres e indígenas mexicanas y sus historias que se han perdido o fragmentado desde la colonización. Su trabajo es a menudo visto como controvertido. Es profesora en la Universidad de California Los Ángeles en el Departamento de Estudios Chicanos.

## Biografía
Nació en Los Mochis, Sinaloa y está casada con la novelista y poeta Alicia Gaspar de Alba.
La familia de Alma López se mudó de Los Mochis, Sinaloa, México a Los Ángeles cuando ella era joven.
Aunque López vivió en Estados Unidos desde muy chica, creció visitando México desde que se mudaron y la influencia de la Virgen María estuvo muy presente en su vida. Junto a la imagen de la Virgen María, gran parte de la cultura de México y Estados Unidos influyó en López en el desarrollo de su obra artística.
López tiene un BA de UC Santa Barbara, un MFA de UC Irvine y un Certificado de Fotografía de UCLA Extension.

## Obra

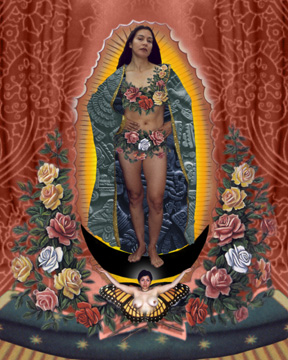
Our Lady (2011) de Alma López.

### Our Lady
La obra de 2011, Our Lady, es una impresión digital basada en fotografías que representa a Raquel Salinas, una artista de performance. En la imagen aparece mirando con confianza al espectador, usando un bikini de rosas. En la imagen, debajo del mandala de la virgen hay un ángel mariposa desnudo que representa a Raquel Gutiérrez. Las rosas aluden al mito del origen de la Virgen de Guadalupe, aunque su postura y el contacto visual desafían la versión tradicional de la Virgen. Su manto está cubierto con imágenes de Coyolxauhqui, la diosa azteca de la luna. La yuxtaposición de la iconografía del catolicismo y la diosa indígena hace referencia a la supresión de la diosa indígena femenina por parte del catolicismo y Our Lady es una reapropiación chicana de ambas tradiciones.
López ve su trabajo como un empoderamiento para las mujeres y los indígenas mexicanos. Para López, La Virgen de Guadalupe es más que un símbolo religioso. Es una figura pública y un símbolo de su cultura, comunidad y familia. La Virgen de Guadalupe también ha servido como símbolo en obras de arte para el Movimiento Chicano y el Movimiento de Liberación de la Mujer en México, que López cita como un apoyo adicional de que La Virgen no es solo un símbolo religioso.
La mujer fotografiada para la pieza estaba motivada a modelar para recuperar su cuerpo y sanar después de haber sido violada. La artista practica una espiritualidad indígena que considera a la Virgen de Guadalupe como Tonantzin, o madre tierra.

#### Controversia
En 2001, Our Lady fue incluida en una exhibición llamada Cyber Arte: Tradition Meets Technology en el Museo de Arte Popular Internacional en Santa Fe, Nuevo México, donde ocurrió una controversia. El arzobispo de Nuevo México, Michael J. Sheehan, se refirió a la Virgen de López como una "zorra o mujer de la calle". Sin embargo, el homoerotismo femenino abierto permaneció en gran parte ausente de la controversia.
En respuesta a esta protesta, López dijo que la pieza no se trata de sexo o sexualidad, sino de mostrar mujeres fuertes y la vida real de las chicanas. El curador de la exposición y López recibieron amenazas verbales y físicas. Algunas de las respuestas a la obra fueron homofóbicas, afirmando que la imagen de La Virgen no pertenecía a una feminista queer como López. López recopiló y publicó el contenido de muchos de los correos electrónicos amenazantes y de apoyo en su sitio web. La controversia se convirtió esencialmente en parte de la obra de arte en sí.
Luego de la controversia y la protesta en muchas exhibiciones de Our Lady, López escribió un libro titulado Our Lady of Controversy: Irreverent Apparition ("Nuestra Señora de la Controversia: Aparición Irreverente", por su traducción al español).

### MuralHeaven 2
Heaven 2 fue un mural exhibido fuera de la Galería de la Raza desde noviembre de 2000 hasta enero de 2001. Retrata a una mujer en su lecho de muerte pensando en ella y su amante tomadas de la mano en la luna. Fue desfigurado con versículos de la Biblia y el personal de la galería recibió amenazas homofóbicas y un disparo a través de su ventana.

### MuralLa Historia de Adentro/La Historia de Afuera
Este mural fue pintado por Yrenia Cervántez y Alma López en el Huntington Beach Art Center en 1995, como parte de la exposición inaugural del Centro. El mural usó elementos de aguas y olas y mostraba la historia de la gente de color en el área. El contrato para el mural fue solo hasta el año 2000, y en 2008 los nuevos dueños del edificio decidieron cubrirlo. Varios académicos de arte chicanx y líderes comunitarios intentaron salvar el mural, comparando la destrucción con el "equivalente a pintar sobre la obra de Diego Rivera", pero el mural finalmente se perdió.

### La Llorona Desperately Seeking Coyolxauhqui
Esta pieza es parte de una serie de 2003 con títulos similares y que utiliza a la misma modelo. Muestra un primer plano de una mujer joven que mira fijamente al espectador y llora, haciendo alusión a La Llorona. Detrás de ella se encuentra la silueta de La Virgen con los brazos en alto y de espaldas a la joven. La gente ha sugerido que La Virgen le ha dado la espalda a la joven o está suplicando por una diosa femenina o llorando a una joven violada, en alusión a La Llorona. En el hombro de la joven está tatuada la cabeza cortada de Coyolxauhqui y los colmillos de Coatlicue están estampados sobre el rostro de la joven.

### Coyolxauhqui Returns Disguised as Our Lady of Guadalupe Defending the Rights of Las Chicanas
El título de esta pieza hace referencia al boceto de 1976 de Ester Hernández de una Virgen de Guadalupe karateca titulado La Virgen de Guadalupe Defending the Rights of the Xicanos. La elección de López de usar Las Chicanas en lugar de Los Xicanos de Hernández transmite su enfoque en las mujeres mexicanas. El tema de la pintura es una mujer indígena embarazada de mediana edad que sostiene una mano y una espada en la otra mano. Un halo en su cabeza representa tanto a La Virgen como a Coyolxauhqui. Su mano levantada sugiere que está tratando de detener una injusticia. La espada que apunta hacia abajo sugiere que prefiere la discusión pacífica a la violencia, pero al igual que Coyolxauhqui y La Llorona, usará la violencia para proteger a las mujeres.

### La Briosa y la Medusa
La Briosa y la Medusa está inspirada en la lucha libre, que López había visto cuando era niña. Esta pieza se enfoca en las luchadoras, específicamente La Medusa y La Briosa, a quienes López había encontrado en su investigación sobre las luchadoras. López vio la historia de Alicia Alvarado, La Medusa, quien se inspiró en una lucha por equipos de luchadoras para convertirse en luchadora. López vio a estas mujeres en un deporte dominado por hombres como la lucha libre y quería mostrar la presencia menos conocida de las mujeres. Algo que ella misma creía que los jóvenes deberían ver y es la inclusión de la mujer a lo largo de la historia y los acontecimientos dominados por los hombres.

### Mural de la UCLA
En 2014, ella y sus alumnos de su clase "Queer Art In LA" en UCLA pintaron un mural en las oficinas de estudios LGBTQ. El mural muestra a la comunidad queer y sus aliados protestando por las redadas policiales en Black Cat Tavern.

## Premios y reconocimientos
- Beca de investigación para profesores de 2018, Consejo de Investigación del Senado Académico de UCLA
- 2013 Profesora invitada distinguida Richard T. Castro, Universidad Estatal Metropolitana, Denver, Colorado
- 2013 UCLA Diversity Program Student's Choice LGBT Outstanding Faculty Award
- 2012 UCLA Diversity Program for Innovative Courses in Undergraduate Education, LGBT Studies Program
- 2011 UCLA Diversity Program for Innovative Courses in Undergraduate Education, Cesar E. Chavez Department of Chicana/o Studies
- 2009 UC Regents' Lecturer, UCLA Department of Art History y Cesar E. Chavez Department of Chicana/o Studies
- 2005 Subvención de finalización de recursos para artistas de la Fundación Durfee
- 2005 Activista comunitario destacado, Centro LGBT de Los Ángeles
- 2004 Beca de artista visual de la Astraea Lesbian Foundation for Justice
- 2002 Iniciativa de financiación de las artes Subvención de mitad de carrera de artes visuales, Fundación de la comunidad de California
- 1999 Premio Pollock-Siqueiros Binacional
- 1998 Beca Brody para Artistas Visuales Emergentes, Fundación Comunitaria de California
- 1998 Beca de Artista Individual de la Ciudad de Los Ángeles (COLA)